# Dark Flight
Dark Flight (em tailandês:  ４０７ เที่ยวบินผี) (Brasil: 407: O Voo das Trevas ) é um filme de terror produzido na Tailândia, dirigido por Issara Nadee e lançado em 22 de março de 2012.